# الحركة الديمقراطية الآشورية
الحركة الديمقراطية الآشورية (بالسريانية : ܙܘܥܐ ܕܝܡܘܩܪܛܝܐ ܐܬܘܪܝܐ؛ زَوعا ديمُقرَطايا آتورايا، أو اختصاراً ܙܘܥܐ؛ زَوعا)، هي حزب عراقي آشوري ناشط داخل وخارج العراق.
تأسست الحركة في 12 أبريل 1979، بعد اجتماعات لطلاب آشوريين في بغداد وكركوك ودهوك. أهداف الحزب منذ بداياته كانت الاعتراف بالوجود القومي الآشوري والدفاع عن حقوقهم في العراق. قام نظام صدام حسين بإعدام عدد من قادته المؤسسين وهم يوسف توما ويوبرت بنيامن ويوخنا ججو. فانضم الحزب إلى الفصائل العراقية المعارضة في العصيان المسلح بشمال العراق خلال فترة الثمانينات. شارك الحزب في الأنتخابات البرلمانية بكردستان العراق بعد حرب الخليج بعد انسحاب القوات العراقية من تلك المناطق، حيث كان الحزب يمثل الآشوريين القاطنين في تلك الأنحاء.
أصبح للحركة انتشار كبير في مناطق سهل نينوى بعد سقوط النظام السابق، بالإضافة إلى تواجدها في كل من بغداد والموصل وكركوك والبصرة. شارك الحزب في الانتخابات البرلمانية والمحلية بعد احتلال العراق وللحزب حالياً ثلاثة نواب في البرلمان العراقي. السكرتير العام الحالي للحركة هو يونادم كنا منذ عام 2000، ترأسها قبله نينوس بتيو الذي قاد مسيرتها خلال الثمانينات وخاصة في المراحل التي شابتها مواجهات مسلحة مع النظام العراقي.
والسكرتير العام الحالي هو يعقوب كوركيس ياقو الذي انتخب خلفا ليونادم كنا في الموتمر العاشر المنعقد في القوش سهل نينوى شمال  في ايار ٢٠٢٣  .
تعرضت مقرات الحزب في الموصل للعديد من الهجمات خلال فترة الفلات الأمني في المدينة. كما كانت هناك محاولة اغتيال بسيارة مفخخة استهدفت يونادم كنا سكرتيره العام.
تُعتبر جريدة بهرا هي لسان حال الحركة تأسست عام 1982 وهي تصدر باللغتين العربية والسريانية. كما أن للحزب قناة تلفازية وراديو يبثان من بلدة بغديدا.